# Burchia spectabilis
Burchia spectabilis is een slakkensoort uit de familie van de Pseudomelatomidae. De wetenschappelijke naam van de soort is voor het eerst geldig gepubliceerd in 1997 door Sysoev & Taylor.